# Роберт Барро
Роберт Джозеф Барро (англ. Robert Joseph Barro, 28 вересня 1944, Нью-Йорк, США) — американський макроекономіст, професор економіки Гарвардського університету імені Пола М. Варбурга, старший науковий співробітник Гуверівського інституту Стенфордського університету. Вважається одним із засновників нової класичної макроекономіки. Він є автором багатьох книг та понад 300 статей в наукових журналах.

## Академічна кар'єра
Після закінчення середньої школи, Барро вступив до  Гарвардського університету, де отримав ступінь з бакалавра з фізики 1965 року. Продовжив навчання в Гарвардській школі бізнесу, де отримав ступінь магістра з бізнесу в 1966 році, а також ступінь доктора філософії з економіки в 1970 році. Під час студентства Барро був лібералом, на його думку, для вирішення будь-якої проблеми повинен втрутитися уряд, пізніше став прихильником думки, що свобода є основним принципом.  1970 року приєднався до факультету економіки Массачусетського технологічного інституту (МІТ), також працював у Чиказькому та Гарвардському університеті. Роберт Барро співредактор Гарвардського щоквартального журналу економіки, у минулому — президент Західної економічної асоціації і віце-президент Американської економічної асоціації.
Економіст відомий своїми дослідженнями у галузі макроекономіки, економічного зростання та економіки розвитку, а також своїми внесками до поведінкової економіки та економіки релігії. Однією з найвідоміших праць є «Макроекономіка: теорія та політика» (англ. «Macroeconomics: theory and policy»), яка вперше була опублікована в 1978 році. Барро розглядає такі питання: загальна роль макроекономічних політик в економічному розвитку, політика стабілізації, монетарна політика, включаючи вплив грошей на ціни, фіскальна політика, міжнародні економічні відносини. Ця книга стала основним підручником з макроекономіки для студентів та вчених по всьому світу.
Іншою важливою працею є «Раціональні очікування та теорія змінної інфляції» (англ. «Rational expectations and the theory of variable inflation»), опублікована в 1978 році. У цій книзі економіст висунув ідею, що рівень інфляції залежить від очікування населення та їх раціональності.
Р. Барроу є автором численних популярних і високоцитованих публікацій:
- Чи є державні облігації чистим багатством?" (англ. «Are Government Bonds Net Wealth?») (1974) — у цій статті Барро запропонував концепцію еквівалентної фінансової підтримки, згідно з якою фінансова підтримка уряду висувається у формі державних боргів, які вирівнюють виплати між поколіннями;
- «Раціональні очікування та теорія економічної політики» (англ. «Rational Expectations and the Theory of Economic Policy») (1976) — у цій статті започаткував теорію раціональних очікувань, згідно з якою люди здатні прогнозувати майбутнє, використовуючи інформацію, яка доступна зараз;
- «Правила, дискреція та репутація в моделі монетарної політики» (англ. «Barro-Gordon Model of Rules vs. Discretion») (1989) — у цій статті Барро разом із Робертом Гордоном висунув модель «правил проти дискреції», згідно з якою краще застосовувати правила, а не дискреційні політики, для досягнення макроекономічної стабільності;
- «Рікардіанська еквівалентність» (англ. «The Ricardian Equivalence Theorem») (1989) — сформулював теорему Рікардо-Барро, згідно з якої збільшення державного боргу не має ефекту на споживання, оскільки населення очікує, що буде змушене платити більше податків у майбутньому;
- «Економічне зростання в різних країнах» англ. «Economic Growth in a Cross Section of Countries» (1991) — у цій статті Барро досліджує фактори, які визначають рівень економічного зростання в різних країнах, зокрема роль грошей, освіти та капіталу.

Барро є автором теорії економічного зростання, у якій він досліджує, як країни можуть досягти сталих темпів економічного зростання. Його дослідження показали, що країни, які інвестують у людський капітал, такий як: освіта і здоров'я, мають вищий рівень економічного зростання. Досліджував роль монетарної політики уряду в регулюванні економіки. Він вивчав вплив інфляції та валютних курсів на економіку та ринок праці, ще одним предметом дослідження була поведінкова економіка.
У 2017 році економіст пояснював прийняте урядом рішенням про зниження податків. Барро казав: «Я вважаю самоочевидним, що прискорення зростання економіки краще уповільнення», бо «мільйони людей отримують вигоди від підвищення темпів економічного зростання, яке зазвичай супроводжується збільшенням зарплат та зниженням рівня безробіття, а це особливо корисно для тих, хто найбільше потребує».
Барро вважає, що кейнсіанський мультиплікатор менше одиниці. Він вважає, що з кожним доларом, який уряд позичає та витрачає, витрати в інших частинах економіки зменшуються майже на стільки ж.
Разом з Ксав'є Сала-і-Матіном ідею остаточного зближення декілька регіонів країни до однакового рівня життя. Вони грунтувались на прикладі південних штатів Сполучених Штатів, які між 1880 і 1980 роками поступово наздоганяли північні штати зі швидкістю приблизно 2-3 % на рік.
Варто зауважити, що Барро був відвертим противником стимулювання витрат, називаючи законопроект Обами про стимулювання «сміттям» і «найгіршим законопроєктом з 1930-х років».

## Книги
У науковому надбанні Барро є такі книги:
- «Економічний ріст» (англ. «Economic Growth»)  — 1995 рік, співавторство з Х.Сала-і-Мартін;
- «Ніщо не є святим: економічні ідеї для нового тисячоліття» (англ. «Nothing is Sacred: Economic Ideas for the New Millenium»)  — 2002 рік;
- «Нова економіка людської поведінки» (англ. «The New Economics of Human Behaviour»);
- «Розуміння економіки: ринки та вибір у вільному суспільстві» (англ. «Getting It Right: Markets and Choices in a Free Society») — 1997 рік;
- «Детермінанти економічного зростання» (англ. "Determinants of Economic Growth') — 1996 рік;
- «Макроекономіка середнього рівня» (англ. «Intermediate Macroeconomics») — 2007 рік;
- «Детермінанти демократії» (англ. «Determinants of Democracy») — 1997 рік;
- «Макроекономіка: сучасний підхід» (англ. «Macroeconomics: A Modern Approach») — 2007 рік ;
- «Багатство релігій: політична економія віри та приналежності.» (англ. «The Wealth of Religions: The Political Economy of Believing and Belonging») — співавторство з Рейчел Макклірі, 2019 рік;
- «Європейська макроекономіка» (англ. «European Macroeconomics») — співавторство з Вітторіо Гріллі, 1994 рік;
- «Макроекономіка» (англ. «Macroeconomics») — 1984 рік;
- «Гроші, очікування та бізнес-цикли»(англ. «Money, expectations, and business cycles») — 1981 рік;
- «Кризи урядів: поточна світова фінансова криза та рецесія» (англ. «Crises of Governments: Ongoing Global Financial Crisis and Recession») — 2011 рік;
- «Освіта має значення: Глобальні досягнення шкільної освіти з 19 по 21 століття» (англ. «Education Matters: Global Schooling Gains from the 19th to the 21st Century») — співавторство з Йонг-ва Лі, 2015 рік.

## Нагороди
Роберт Барро отримав багато нагород і відзнак за свою плудну наукову роботу.
Ось деякі з них:
- Стипендіант економічне Економічного товариства, обраний у 1980 році.
- Стипендіант Гуггенхайма.
- Почесний член Американської економічної асоціації.
- Член Економетричного товариства.
- Золота медаль з економіки університету Колумбії, 1997 рік.
- Премія в галузі економіки ім. Хуана Карлоса І, 2003 рік

## Цитати
|  | Пізніше я дізнався, що економічне міркування — це не просто математика, її можна застосувати до широкого спектру соціальних проблем. Тепер я думаю, що жодні форми соціальної взаємодії, включаючи релігію, кохання, злочинність і вибір народжуваності, не захищені від влади економічних міркувань. Отже, навіть широко поширені переконання — наприклад, що краса — це нелегітимна ознака працівника або що демократія важлива для економічного зростання — не є священною істиною і підлягають аналізу |

 — «Nothing Is Scared (2002)».
|  | Кейнсіанська економіка — теорія переходу до економіки для тих, кому подобається, що уряд контролює економіку — займає перше місце в поточних дебатах щодо пакетів фіскального стимулювання. Наприклад, у справжньому кейнсіанському дусі міністр сільського господарства Том Вілсак нещодавно сказав, що талони на харчування є «економічним стимулом» і що «кожен долар пільг генерує 1,84 долара в економіці з точки зору економічної діяльності». Багато спостерігачів можуть побачити, як ця ідея — що можна чарівним чином повернути більше, ніж вкладено — суперечить тому, що я називатиму «звичайною економікою». |

|  | Якщо ми поглянемо далі питання монетарної ненейтральності, то ми знайдемо сфери макроекономіки, які використовують раціональні очікування і в яких останнім часом було досягнуто важливого прогресу |

 — «Rational Expectations and Macroeconomics in 1984».

## Особисте життя
Роберт Барро одружений на Рейчел МакКлірі, у шлюбі народилось четверо дітей: два сини і дві доньки. Подружжя спільно працюють у сфері економіки: публікують наукові статті, 2019 році спільно видали книгу. У 2000-х вони працювали над проблемами впливу релігії на економічне зростання. Барро зауважує, що сильні релігійні переконання радше відіграють позитивну роль в економічному розвитку, натомість надто ретельне дотримання релігійних переконань має вже протилежний ефект.